# Kameron Hurley
Kameron Hurley (Battle Ground, Washington; 12 de enero de 1980) es una escritora de ciencia ficción y fantasía estadounidense  ganadora de 2 premios Hugo en 2014 (al mejor trabajo relacionado y al mejor escritor aficionado). También ha ganado el premio Sydney J. Bounds de la British Fantasy Society a la mejor escritora novel en 2011, así como el Kitschies a la mejor primera novela. Además ha sido finalista en los premios Arthur C. Clarke, BSFA, Nébula, Locus y John W. Campbell Memorial. Ha sido incluida en la lista de honor del premio James Tiptree Jr. «por obras de ciencia ficción o fantasía que expanden o exploran el concepto de género».

## Biografía
Hurley nació en 1980 en Battle Ground, localidad en el estado de Washington (Estados Unidos). Estudió en la Universidad de Alaska en Fairbanks, donde se graduó en historia, y posteriormente asistió durante año y medio a la Universidad de KwaZulu-Natal en Durban (Sudáfrica), en la que obtuvo un máster especializándose en la historia de los movimientos de resistencia contra el apartheid. Tras regresar a los Estados Unidos vivió en Chicago durante cuatro años antes de establecerse en su actual residencia en Dayton (Ohio). Trabaja como redactora publicitaria, actividad que compagina con la escritura.

## Carrera literaria
Hurley publica ficción corta desde 1998. En el año 2000 se graduó en el prestigioso taller de escritores Clarion West. En 2011 publicó su primera novela La guerra de Dios. La obra tuvo una buena acogida y fue nominada para los premios Tiptree, Locus, Nébula, Arthur C. Clarke y BSFA. Hurley escribió dos continuaciones: Infidel (2011) y Rapture (2012), formando las tres la trilogía denominada Bel Dame Apocrypha. Su siguiente proyecto consistió en una trilogía de fantasía épica denominada la saga Worldbreaker, compuesta hasta el momento por The Mirror Empire (2014) y Empire Ascendant (2015). 
En febrero de 2017, Hurley publicó una novela autoconclusiva del género space opera titulada Las estrellas son legión. A ésta le siguió otra novela autoconclusiva de ciencia ficción titulada La brigada de luz (2019), basada en un relato suyo con el mismo título escrito en 2015. La obra se considera dentro de la ciencia ficción militar y, siguiendo la tradición de La guerra interminable, contiene "una incisiva fábula antibélica".
Hurley también escribe algunas columnas para Locus Magazine sobre el arte y el negocio de la escritura de ficción. Parte de estos ensayos han sido recopilados en su primer libro de no ficción La revolución feminista geek (2016).

## Obras destacadas

### Serie deBel Dame Apocrypha
La serie denominada Bel Dame Apocrypha gira alrededor del personaje de Nyxnissa so Dasheem, una exsoldado, ex-asesina y cazarrecompensas que Hurley sitúa en un lejano futuro en un mundo devastado por una guerra perpetua y cuyas sociedades matriarcales están inspiradas en el islam. Hurley denominó a la serie «bugpunk» ya que su tecnología está basada en los insectos. La trilogía original está formada por La guerra de Dios (2011), Infidel (2011) y Rapture (2012), a los que la autora ha añadido varios relatos que ha recopilado posteriormente en la colección Apocalypse Nyx (2018).

### SagaWorldbreaker
Su segunda trilogía, Worldbreaker Saga, es una fantasía épica grimdark que busca subvertir los tropos del género como el viaje del héroe. La serie está compuesta actualmente por The Mirror Empire (2014) y Empire Ascendant (2015), y se espera su conclusión en una tercera novela de la que no se ha anunciado aun su fecha de publicación.

### Novelas
- Las estrellas son legión (7 de febrero de 2017)[11]
- La brigada de luz (2019)[12]

### The Bel Dame Apocrypha
1. La guerra de Dios (2011)
2. Infidel (2011)
3. Rapture (2012)

#### Ficción corta relacionada
- "The Seams Between the Stars" (2011) (relato corto)
- "Afterbirth" (2011) (relato corto); precuela de God's War[13]
- The Body Project (2014) (relato)

### Worldbreaker Saga
1. The Mirror Empire (2014)[14]
2. Empire Ascendant (octubre de 2015)
3. The Broken Heavens (2019)

### Ficción corta
- "The War of Heroes", Lightspeed Magazine (2016)
- "The Judgement of Gods and Monsters", Beneath Ceaseless Skies (2016)
- "Body Politic", Meeting Infinity, ed. Jonathan Strahan (2015)
- "The Light Brigade", Lightspeed Magazine (2015)
- "The Improbable War", Popular Science (2015)
- "It’s About Ethics in Revolution", Terraform (2015)
- “Elephants and Corpses” Tor.com (2015)
- «Enyo-Enyo». The Lowest Heaven. junio de 2013. Archivado desde el original el 1 de febrero de 2014.[15]
- «Wonder Maul Doll». EscapePod. julio de 2009.
- The Women of Our Occupation. junio de 2007.
- «Wonder Maul Doll». From the Trenches. noviembre de 2006. Archivado desde el original el 21 de abril de 2009.
- «The Women of Our Occupation». Strange Horizons. julio de 2006. Archivado desde el original el 20 de febrero de 2014.
- Holding Onto Ghosts. Spring 2004..” .
- «Genderbending At the Madhattered». Strange Horizons. febrero de 2004. Archivado desde el original el 20 de febrero de 2014.
- Once, There Were Wolves. abril de 2003.
- «If Women Do Fall They Lie». Deep Outside SFFH. Spring 2001. Archivado desde el original el 27 de agosto de 2018. Consultado el 16 de octubre de 2017.
- Brutal Women. Fall 1998.

#### Colecciones
- Brutal Women (2010)
- Meet Me in the Future (2019)[16]

### No ficción
- La revolución feminista geek (2016)

## Premios
En 2011, la obra God’s War (parte de la saga Bel Dame Apocrypha)  ganó el premio Chesley a la mejor portada y el Golden Tentacle de los premios Kitschy a la mejor primera novela.
En 2012, Hurley ganó el premio al mejor novel Sydney J. Bounds Best Newcomer Award. En agosto de 2014, ganó el Hugo a la mejor escritora no profesional y su ensayo de mayo de 2013 'We Have Always Fought': Challenging the 'Women, Cattle and Slaves' Narrative ganó el Hugo de Mejor libro de no ficción.
| Año  | Obra                                 | Premio                                            | Resultado | Notas |
| ---- | ------------------------------------ | ------------------------------------------------- | --------- | ----- |
| 2011 | Afterbirth                           | Premio BSFA al mejor relato                       | Nominada  |       |
| 2011 | God's War                            | Premio James Tiptree Jr.                          | Nominada  |       |
| 2011 | God's War                            | Premio Nébula a la mejor novela                   | Nominada  |       |
| 2012 | God's War                            | Premio Sydney J. Bounds                           | Ganadora  |       |
| 2012 | God's War                            | Premio Locus a la mejor primera novela            | Nominada  |       |
| 2013 | God's War                            | Premio BSFA a la mejor novela                     | Nominada  |       |
| 2014 | God's War                            | Premio Arthur C. Clarke                           | Nominada  |       |
| 2014 | We Have Always Fought                | Premio BFA a la mejor obra de no ficción          | Nominada  |       |
| 2014 | We Have Always Fought                | Premio Hugo al mejor trabajo relacionado          | Ganadora  |       |
| 2014 |                                      | Premio Hugo al mejor escritor amateur             | Ganadora  |       |
| 2015 | The Mirror Empire                    | Premio Locus a la mejor novela de fantasía        | Nominada  |       |
| 2015 | The Mirror Empire                    | Premio Morningstar                                | Nominada  |       |
| 2017 | The Geek Feminist Revolution: Essays | Premio Locus a la mejor obra de no ficción        | Ganadora  |       |
| 2017 | The Geek Feminist Revolution: Essays | Premio BFA a la mejor obra de no ficción          | Ganadora  |       |
| 2017 | The Geek Feminist Revolution: Essays | Premio Hugo al mejor trabajo relacionado          | Nominada  |       |
| 2017 | The Stars Are Legion                 | Premio James Tiptree Jr.                          | Nominada  |       |
| 2018 | The Stars Are Legion                 | Premio Locus a la mejor novela de ciencia ficción | Nominada  |       |
| 2018 | The Stars Are Legion                 | Premio John W. Campbell Memorial                  | Nominada  |       |
| 2018 | Las estrellas son legión             | Premio Ignotus a la mejor novela extranjera       | Nominada  |       |